# Fan, Puyang
Fan, även känt som Fanhsien, är ett härad som lyder under Puyangs stad på prefekturnivå i Henan-provinsen i norra Kina. Det ligger omkring 210 kilometer nordost om provinshuvudstaden Zhengzhou. 

## Källa
1. ↑  ”worldpostmarks.net”. Arkiverad från originalet den 2 januari 2015. https://web.archive.org/web/20150102101710/http://worldpostmarks.net/HTML%20Countries/china.htm. Läst 22 juli 2015.